# Frants Bernstorff-Gyldensteen
Frants Erich lensgreve Bernstorff-Gyldensteen (født 24. juli 1954 i Odense) er godsejer til Gyldensteen, hofjægermester, kammerherre, tidligere kommunalpolitiker og borgmester i Bogense Kommune fra 1990-1998, samt nuværende rigsretsmedlem for Det Konservative Folkeparti. Fra 2007 til 2019 var han tillige formand for Det danske Hedeselskab.
Han er søn af Carl-Johan Friedrich-Franz Hugo Bernstorff-Gyldensteen og Bente Schou Lassen, og gift med Victoria Bernstorff-Gyldensteen.